# Nora Gold
Nora Gold é uma autora canadense e fundadora e editora da Jewish Fiction .net, portal anglófono dedicado à publicação de ficções escritas por pessoas de origem judaica. Anteriormente, ela foi professora associada de serviço social.

## Infância e educação
Gold cresceu em Montreal, Quebec, filha do ex-chefe de justiça do Tribunal Superior do Quebec Alan B. Gold Superior de Quebec, e de Lynn Lubin Gold, professora de literatura inglesa no Dawson College . Gold é bacharela em serviço social pela Universidade McGill] e possui mestrado e doutorado em serviço social pela [./Universidade_de_Torontohttps://www.utoronto.ca/ Universidade de Toronto] . Ela recebeu sete bolsas de pesquisa financiadas, incluindo duas do Conselho de Pesquisa em Ciências Sociais e Humanas do Canadá e duas do Centro Halbert de Estudos Canadenses para colaborações internacionais Canadá-Israel.

## Carreira

### Literatura
O primeiro livro de Gold, Marrow and Other Stories (Abóbora e Outras Histórias), foi lançado em 1998 pela Warwick Publishing. Por esse livro de contos, recebeu o Canadian Jewish Book Award], prêmio canadense concedido a escritores judeus foi selecionada para o Gleed Literary Award], condecoração organizada pela União dos Escritores Canadenses], e foi elogiada por Alice Munro, escritora canadense, considerada uma das principais escritoras em língua inglesa.
 Em 2014, Press], editora independente do Canadá, publicou o primeiro romance de Gold, Fields of Exile (Campos do Exílio), que tratava de assuntos relacionados ao anti-sionismo e ao anti-semitismo . Foi condecorada, mais uma vez, com o Canadian Jewish Book Award de Melhor Romance e teve sua obra elogiada pelas escritoras estadunidenses Cynthia Ozick e Phyllis Chesler . Duas resenhas notáveis desta obra foram escritas pela editora judia [./Ruth_Wissehttps://pt.wikipedia.org/wiki/Ruth_Wisse Ruth Wisse] na Mosaic Magazine] e pela tradutora de iídiche, língua falada por judeus da Europa Central e da Europa Oriental, Goldie Morgentaler em Nashim: A Journal of Jewish Women's Studies & Gender Issues.
O segundo romance e terceiro livro de Gold, The Dead Man (O Homem Morto), foi publicado em 2016 pela Inanna Publications], editora feminista canadense independente . Recebeu notoriedade internacional e uma bolsa de tradução do Conselho Canadense para as Artes, que resultou na publicação do mesmo livro em hebraico, recebendo o nome Ha'ish Hamet. O livro foi lançado em 14 de agosto de 2019, na Residência Oficial de Deborah Lyons], embaixadora canadense em Israel, em Tel Aviv.
Em outubro de 2023, Nora Gold publica seu quarto livro: 18: Jewish Stories Translated From 18 Languages (18: Histórias Judias Traduzidas de 18 Línguas). Nora foi responsável por organizar 18 contos escrito por 18 escritores judeus. A obra recebeu elogios de Cynthia Ozick, da escritora estadunidense Dara Horn, do escritor Alberto Manguel, escritor argentino, dentre outros. Sua publicação mais recente consiste em dois romances, entitulados In Sickness and In Health/Yom Kippur in a Gym (Na Saúde e na Doença/ Yom Kippur na Academia). A obra foi publicada em 1º de março de 2024, e recebeu críticas elogiosas.
Gold é a editora-chefe e fundadora da Jewish Fiction .net], um jornal online que publica obras de ficção judaica internacional, escrita em inglês ou traduzida para o inglês a partir de diferentes idiomas.
Gold também foi o fundadora e coordenadora da série Wonderful Women Writers na Biblioteca Pública de Toronto (filial de Deer Park).

### Ativismo social
Gold é uma ativista comunitária focada principalmente - embora não exclusivamente - em organizações que trabalham em apoio a uma república de Israel progressista e socialmente justa. Gold foi cofundadora do Novo Fundo de Israel do Canadá] (NIFC)  em 1982, uma organização internacional comprometida em promover o pluralismo, os direitos civis, a democracia e a igualdade social em Israel. Em 1996, Gold co-fundou a [./Canadian_Friendshttp://www.givathaviva.ca/#:~:text=Canadian%20Friends%20of%20Givat%20Haviva,and%20lessons%20of%20the%20Holocaust. Canadian Friends] of Givat Haviva], uma instituição de caridade que promove a tolerância e a compreensão mútua entre jovens judeus e árabes em Israel. A escritora também fundou o JSpaceCanada] em 2011, organização que advoca para oferecer aos canadenses uma alternativa tanto à extrema direita pró-Israel quanto à extrema esquerda anti-Israel. Gold foi formalmente reconhecida pela Comunidade Judaica de Toronto] como Voluntária Extraordinária.

### Vida Acadêmica
De 1990 a 2000, Gold foi professora associada titular de serviço social na [./Universidade_McMasterhttps://www.mcmaster.ca/ Universidade McMaster] . Gold deixou a academia em tempo integral em 2000 para dedicar mais tempo à sua carreira literária. Gold foi afiliada ao Centro de Estudos da Mulher na Educação no Instituto de Ontario em Estudos em Educação]/Universidade de Toronto] de 2000 a 2018, quando o projeto encerrou suas atividades. Primeiramente, Nora participou enquanto bolsista associada e depois como escritora residente. Atualmente, Gold é membro do Comitê Consultivo Acadêmico] do Instituto Hadassah Brandeis.

## Vida pessoal
Nora Gold é casada com David Solomon Weiss, irmão mais novo do rabino Avi Weiss], e juntos têm um filho, Joseph Weissgold. O casal não é ortodoxo, mas se considera tradicional e igualitário. Eles dividem seu tempo entre Toronto e Jerusalém.